# Anaxagorea brevipes
Anaxagorea brevipes Benth. – gatunek rośliny z rodziny flaszowcowatych (Annonaceae Juss.). Występuje naturalnie w Surinamie, Gujanie, Wenezueli, Kolumbii, Ekwadorze, Peru, Boliwii oraz Brazylii (w stanach Acre i Amazonas). 

## Morfologia
PokrójZimozielone drzewo lub krzew dorastające do 3–10 m wysokości.
LiścieMają kształt od odwrotnie owalnego do eliptycznego. Mierzą 8–35 cm długości oraz 3–10 cm szerokości. Są owłosione od spodu.
KwiatySą pojedyncze lub zebrane w pęczkach. Rozwijają się na pniach i gałęziach (kaulifloria). Mają barwę od żółtawej do kremowej.
OwoceMieszki o żółtej, brązowej lub czerwonej barwie. Osiągają 20–36 mm długości.

## Biologia i ekologia
Rośnie w wiecznie zielonych lasach. Występuje na wysokości do 1300 m n.p.m.